# Paul Schwemer
Paul Friedrich Adolf Schwemer (* 26. Dezember 1889 in Neu Buckow; † 1938 in Hamburg) war ein deutscher Maler und Grafiker.

## Leben und Wirken
Schwemer studierte von 1904 bis 1909 am Lehrerseminar Hamburg, von 1911 bis 1913 am Zeichenlehrerseminar und der Kunstgewerbeschule Hamburg. Schwemer war dort Schüler von Arthur Illies. 1914 nahm er an einer Gruppenausstellung im Kunstverein in Hamburg teil; außerdem stellte er in dieser Zeit zusammen mit Alma del Banco und Fritz Flinte aus. 1919 gründete er mit dem Maler und Schriftsteller Karl Lorenz die avantgardistische Zeitschrift Die rote Erde, die gleichzeitig der modernen Dichtung und der neueren bildenden Kunst als „eine Art Herold dienen“ sollte.
1920 trat er der Hamburgischen Künstlerschaft bei. Bekannt war er für seine Holzschnitte, die auch als Buchillustrationen Verwendung fanden. In dieser Zeit war er Kunsterzieher an der Lichtwarkschule. In der Hamburger Kunstszene gehörte er dem Kreis um Paul Hamann, Emil Maetzel und Dorothea Maetzel-Johannsen, Karl Opfermann, Anita Rée und Heinrich Stegemann an. In seinem Hamburger Atelier versammelte er Gäste wie Wolfgang Borchert um sich.  In späteren Jahren malte er Blumenstillleben, Landschafts- und Hafenmotive.
1937 wurden in der Nazi-Aktion „Entartete Kunst“ aus der Hamburger Kunsthalle sechs Bilder Schwemers beschlagnahmt und danach vernichtet.

## 1937 als „entartet“ beschlagnahmte und vernichtete Werke
- Dorf in weiter Landschaft (Aquarell)
- Abenddämmerung (Aquarell)
- Küstenlandschaft (Aquarell)
- Stilles Dorf (Aquarell)
- Herrenbildnis (Holzschnitt)
- Zwei Mädchen (Holzschnitt)